# Iwan Kazbek
Iwan Gieorgijewicz Kazbek (gruz. ივანე ყაზბეგი; ros. Иван Георгиевич Казбек; ur. 11 czerwca 1860, zm. 2 grudnia 1943 w Warszawie) – Gruzin, generał major Armii Imperium Rosyjskiego, oficer kontraktowy Wojska Polskiego w stopniu generała brygady.

## Życiorys

### Pochodzenie i rodzina
Urodził się 11 czerwca 1860. Był synem Jerzego, szlachcica z tyfliskiej guberni. Odebrał gruntowne wykształcenie wojskowe. Ukończył 1 Petersburskie Gimnazjum Wojskowe.

### Służba w armii rosyjskiej
Na służbę wojskową wstąpił 11 listopada 1878. Był absolwentem 2 Konstantynowskiej Artyleryjskiej Szkoły Wojskowej, po ukończeniu której został promowany do stopnia podporucznika 8 sierpnia 1880. Następnie studiował w Oficerskiej Artyleryjskiej Szkole w Carskim Siole, która przygotowywała dowódców baterii. Po ukończeniu tej ostatniej trafił do XX Brygady Artylerii. Przez 8 lat 4 miesiące i 7 dni był dowódcą baterii. Awansowany do kolejnych stopni wojskowych: porucznika - 8 sierpnia 1885, sztabskapitana - 13 grudnia 1892, kapitana - 14 maja 1896, podpułkownika - 21 czerwca 1904. W randze pułkownika od 1913 do maja 1916 dowodził I dywizjonem Kaukaskiej Grenadierskiej Brygady Artylerii Wielkiego Księcia Michaiła Nikołajewicza. Od 12 maja 1916 dowodził już tą brygadą. W 1902 został odznaczony Orderem św. Anny II klasy. 13 września 1916 został awansowany na generała majora ze starszeństwem z 5 czerwca 1915.

### Służba w armii Zakaukaskiej Republiki Demokratycznej i armii gruzińskiej
W 1917, po rewolucji październikowej, wstąpił na służbę do nowo powstałej armii Zakaukaskiej Demokratycznej Republiki Federacyjnej, a następnie z chwilą proklamowania Demokratycznej Republiki Gruzji w maju 1918 roku do powstałej - w wyniku rozpadu Zakaukaskiej Republiki Demokratycznej – armii gruzińskiej w stopniu pułkownika. Po wkroczeniu w lutym 1921 sowieckiej 11 Armii, podczas krótkotrwałej obrony republiki, walczył przeciwko oddziałom miejscowych bolszewików i Armii Czerwonej. Po upadku Gruzji wyemigrował do Turcji, do Konstantynopola. Stamtąd jesienią 1922 przybył do Polski.

### Służba w Wojsku Polskim
Do Polski gen. Kazbek przybył w listopadzie 1922. Od 8 stycznia do 23 kwietnia 1923 jako hospitant uczestniczył - wraz z gen. Aleksandrem Zakariadze - w IV Kursie Dowódców Pułku w Doświadczalnym Centrum Wyszkolenia Armii w Rembertowie. Kolegami ze szkolnej ławy, byli wówczas m.in. późniejsi generałowie: Włodzimierz Rachmistruk, Franciszek Alter, Eugeniusz Godziejewski, Władysław Langner, Włodzimierz Maxymowicz-Raczyński i Stanisław Skwarczyński.
Od 1 kwietnia do 1 października 1923, także jako hospitant, odbył kurs artyleryjski dla dowódców pułków piechoty i artylerii w Szkole Strzeleckiej Artylerii w Toruniu. Opinia po kursie w SSArt. "Nadzwyczaj taktowny, inteligentny, praktycznie i teoretycznie doświadczony z wielkim zainteresowaniem się, posiada bardzo wielkie wiadomości teoretyczne i fachowe wykształcenie". Po odbyciu niezbędnej praktyki został przeniesiony do Obozu Szkolnego Artylerii w Toruniu, na stanowisko wykładowcy. Tam przebywał - najprawdopodobniej - do 1926. W 1928 gen. Kazbek był wykazany na stanie Doświadczalnego Centrum Wyszkolenia w Rembertowie. W garnizonie tym następnie pełnił służbę w Centrum Wyszkolenia Piechoty, także w charakterze wykładowcy. Z wojska został zwolniony 31 sierpnia 1931.

### Dalsze losy i rodzina
Gen. Kazbek zmarł 2 grudnia 1943 w Warszawie. Został pochowany na Powązkach Wojskowych (kw. 19B, rząd G). 
Był żonaty z Katarzyną z domu Czyczna. Syn Irakli, urodzony 23 lipca 1902 w Tyflisie był także oficerem kontraktowym WP.